# Oxystomina asetosa
Oxystomina asetosa är en rundmaskart som först beskrevs av Rowland Southern 1914.  Oxystomina asetosa ingår i släktet Oxystomina och familjen Oxystominidae. Inga underarter finns listade i Catalogue of Life.